# Tótfalusi István
Tótfalusi István, születési és 1960-ig használt nevén Tóth István (Budapest, 1936. december 8. – 2020. augusztus 29.) József Attila-díjas (1997) magyar író, műfordító, nyelvész, szerkesztő.

## Életpályája és munkássága
1955–1959 között az Eötvös Loránd Tudományegyetem Bölcsészettudományi Kar (ELTE BTK) magyar–angol szakos hallgatója. 1959–1980 között, valamint 1984–1996 között a Móra Ferenc Könyvkiadó felelős szerkesztője. 1981–1983 között az Interpress Magazin szerkesztője.
Verseket, regényeket és drámákat fordított angol, német, svéd, norvég, francia, olasz, spanyol, portugál és latin nyelvből. Angolra fordította Babits Mihály (1988), Füst Milán (1990), Pilinszky János, Illyés Gyula (1995), Kuczka Péter (1996), Gergely Ágnes (1997), Kányádi Sándor (1999), Weöres Sándor (2004) és Szabó Lőrinc (2006) verseit és a kortárs magyar költészet antológiáját (1997).

## Magánélete
1959-ben házasságot kötött Koncz Évával. Három gyermekük született: András (1960), Ágnes (1963, szintén sikeres műfordító) és Gábor (1964).
Született öt unokája: Vera (1993), Hanna (1989), Péter (1998), Anna (2000), Gergő (2002).

## Művei
- Árkádiában éltem én is. Csokonai élete; Móra, Budapest, 1966 (Nagy emberek élete)
- Shelley világa; Európa, Budapest, 1971 (Írók világa)
- Bábel örökében (nyelvészeti ismeretterjesztő mű, 1972)
- Operamesék; Zeneműkiadó, Budapest, 1973
- Byron világa (kismonográfia, 1975)
- Barátod, a zebra; ill. Hegedüs István; Móra, Budapest, 1978
- Svédország közel van (ifjúsági ismeretterjesztő mű, 1980)
- Vademecum. Szokatlan szavak szótára; Móra, Budapest, 1983
- Vademecum. Szokatlan szavak szótára; 2. jav., bőv. kiad.; Móra, Budapest, 1986
- Új operamesék; Zeneműkiadó, Budapest, 1987
- A forró kutya (nyelvészeti ismeretterjesztő mű, 1988)
- A Könyvek Könyve I. Az Ószövetség. A Bibliából és a Bibliáról (1991)
- Irodalmi alakok lexikona I. (1992), II. (1994)
- Vallási vademecum (1992)
- Mese, mese, mátka. Mesés kifestő; vers Tótfalusi István, ill. rajz. Elek Lívia; Ciceró, Budapest, 1993
- Ki kicsoda az antik mítoszokban? (Móra, Budapest 1993, ISBN 963-11-7067-5)
- A Könyvek Könyve II. Az Újszövetség (1993)
- Ki kicsoda Shakespeare világában? (1994)
- Nyelvi vademecum (1994)
- Ki kicsoda a Bibliában (1995)
- Történelmi vademecum (1995)
- Barátaink Európában (1996)
- Színes szinonimatár (1997)
- Magyar nyelvhelyességi kéziszótár A-tól Z-ig (1997)
- Idegen idézetek szótára. Szállóigék, mottók, aforizmák, közmondások görög, latin, angol, francia, német, olasz, spanyol és néhány más nyelven; Anno, Budapest, 1998
- Ki kicsoda az antik mítoszokban; bőv. kiad.; Anno, Budapest, 1998
- Kiejtési szótár (1998, 2006)
- Irodalmi alakok lexikona; bőv. kiad.; Anno, Budapest, 1998
- Kis magyar nyelvklinika; átdolg., bőv. kiad.; Anno, Budapest, 1999
- Szokatlan szavak szótára (2000)
- Idegen szavaink etimológiai szótára (2001)
- Magyar szótörténeti szótár (2001)
- Idegen szavak magyarul (2001)
- Idegenszó-tár. Idegen szavak értelmező és etimológiai szótára; közrem. Windisch Zsuzsanna; Tinta, Budapest, 2004 (A magyar nyelv kézikönyvei)
- Meseország lakói; General Press, Budapest, 2008
- Halhatatlan hősök; General Press, Budapest, 2009
- Klasszikus szócsaládfák. Nyelvünk görög és latin eredetű szavai; Tinta, Budapest, 2009 (Segédkönyvek a nyelvészet tanulmányozásához)
- Magyarító szótár. Idegen szavak magyarul; közrem. Heiszer Gyula, Jójárt Barbara, Windisch Zsuzsanna; Tinta, Budapest, 2011 (A magyar nyelv kézikönyvei)
- Irodalmi alakok nagy lexikona I. (2010)
- Sertések a Bakonyban. Kalandos nyelvtörténet, Libri, Budapest, 2012
- Idegen szavak alapszótára. 4500 idegen szó magyarázata, Tinta, Budapest, 2015 (Az ékesszólás kiskönyvtára)
- 44 tévhit a nyelvekről és nyelvünkről, Tinta, Budapest, 2016 (Az ékesszólás kiskönyvtára)
- A Nibelung-sztori; Magvető, Budapest, 2017
- Nyelvészeti ínyencfalatok, Tinta, Budapest, 2017 (Az ékesszólás kiskönyvtára)
- Vámmentes gondolatok. 838 újkori szállóige 344 neves személytől magyarul és eredeti nyelven, kiejtési tanáccsal, Tinta, Budapest, 2018 (Híd szótárak)

## Műfordításai
- Aaron Judah: Macóka meséi, 1964
- Lúdanyó meséi,1966
- B. Mandeville: A méhek meséje, avagy magánvétkek – közhaszon 1969
- Hamadáni-Hariri: A szűz és az asszony, 1973
- Alan Alexander Milne: Hatévesek lettünk, gyermekversek (Devecseri Gáborral, Tandori Dezsővel), 1973
- S. Fauchereau: Századunk amerikai költészetéről, 1974
- Britt G. Hallqvist–Ingrid Sjöstrand–Siv Widerberg: Ami a szívedet nyomja. Mai svéd gyermekversek, 1975[4]
- J. R. R. Tolkien: A babó meseregény versbetétei, 1975
- Max Lundgren: Az aranynadrágos fiú (ifj. regény), 1976
- J. Huizinga: A középkor alkonya: Az élet, a gondolkodás és a művészet formái Franciaországban és Németalföldön a XIV. és XV. században (Szerb Antallal, Vas Istvánnal), 1976
- T. Å. Bringsværd: Mese utca 13., 1977
- Sven Delblanc: Heréltek, [1977]
- Harry Martinson: Virágzik a csalán (Lontay Lászlóval), 1977
- Karin Boye: Kallocain (tudományos-fantasztikus regény), 1978
- H. Peterson: Pelle, a szerencsés fickó, 1978
- George Byron: Naplók, levelek (Bart Istvánnal, Gy. Horváth Lászlóval), 1978
- Stig Claesson: Hilmer Johansson felemeli a hangját, 1979
- Robert Graves: Isten hozzád, Anglia! (Szilágyi Tiborral), önéletrajzi regény, 1979
- R. Nieto: A kisasszony (Tomcsányi Zsuzsannával), regény, 1979
- Lewis Carroll: Alice Tükörországban (Révbíró Tamással), Pozsony–Budapest, 1980
- Miroslav Válek: Az elvarázsolt diódaráló (Tordon Ákossal), Budapest–Pozsony, 1980
- G. Arciniegas: Eldorádó lovagja (Tomcsányi Zsuzsával), 1980
- J. L. Svarc: Az elvarázsolt testvérek. Mesejáték három felvonásban (Bojtár Endrével), [1980]
- L. Villalonga: Mallorcai udvarház vagy a babaszoba (Tomcsányi Zsuzsával), regény, 1982
- Pán Péter (meseregény Barrie nyomán), 1983
- A. E. Housman: Nézzen rám, kinek élni jó…, v., vál., ford., 1984
- M. Brett: A mórok. Az iszlám nyugaton (Zala Tamással), 1985
- Jack London: Ádám előtt (Szász Imrével), kisregények, 1985
- Astrid Lindgren: A rabló lánya, ifj. regény, 1986
- Knut Ødegård versei, vál., ford., 1986
- I. Edelfeldt: Robin és a láthatatlanok, meseregény, 1987
- S. Claesson: Karin, a gonosz tündér, mese, 1987
- L. Frick: Nincs többé kibúvó, regény, 1988
- Arthur Conan Doyle: Méregövezet, 1989
- Aaron Judah: Macóka régi és új meséi, 1990
- Kurt Vonnegut: Éj anyánk (Békés Andrással), regény, 1993
- Vittorio Alfieri: Tragédiák, 1994
- Kurt Vonnegut: Halálnál is rosszabb: Életrajzi jegyzetek az 1980-as évekből (Szántó György Tiborral), 1995
- Astrid Lindgren: Harisnyás Pippi, ifj. regény, 1997
- Astrid Lindgren: Juharfalvi Emil újabb csínyei, 1997
- P. Jekel: Maugli. Újabb dzsungeltörténetek, 1997
- Vladimir Nabokov: Gyér világ, 2008
- Anthony Burgess: Nem fénylik, mint a nap, 2011

### Angol nyelvre
- Babits Mihály
  - Jónás könyve – The Book of Jonah (angolra), 2004. Babits Jónása angolul – recenzió
  - Esti kérdés (An Evening Question)
  - Ősz és tavasz között
  - Dániel éneke
  - Régen elzengtek Sappho napjai…
  - A Danaidák
  - A lírikus epilógja
  - Babylon egerei
  - 21 vers – 21 Poems (Maecenas Kiadó)
- Füst Milán: 25 vers – 25 Poems (Maecenas Kiadó)
- Illyés Gyula: 29 vers – 29 Poems (Maecenas Kiadó)
- Kányádi Sándor: 45 vers – 45 Poems (Maecenas Kiadó)
- Pilinszky János: 66 vers – 66 Poems (Maecenas Kiadó)
- Szabó Lőrinc: 35 vers – 35 Poems (Maecenas Kiadó)
- Weöres Sándor: 62 vers – 62 Poems (Maecenas Kiadó)

## Díjai, kitüntetései
- Év Gyermekkönyve díj (1983, 1991, 1993, 1998, 2005)
- Az Európa Könyvkiadó Nívódíja (1984, 1986, 1991)
- A Művészeti Alap Irodalmi Díja (1990)
- Az Év Könyve jutalom (1993)
- A Svéd Irodalmi Alap díja (1995)
- Magyar Köztársasági Arany Érdemkereszt (1996)
- József Attila-díj (1997)
- Tokaji Írótábor díja (1997)
- Füst Milán-díj (2014)
- Wessely László-díj (2015)